# Moumina Houssein Darar
Moumina Houssein Darar, sinh ngày 01 tháng 06 năm 1990 ở Ali Sabieh, Djibouti - Một quốc gia Đông Phi, là một điều tra viên cảnh sát chống khủng bố Djiboutian. Cô được Bộ trưởng Ngoại giao Hoa Kỳ tặng thưởng danh hiệu là Người phụ nữ can đảm vào năm 2019.

## Sự nghiệp
Moumina Houssein Darar là con cả trong một gia đình có 08 người con. Sau khi có được bằng tiếng Anh vào năm 2012, cô gia nhập hàng ngũ của Cảnh sát Djibouti vào một năm sau đó. Cô sớm được giao chuyên điều tra chống khủng bố với tư cách là một điều tra viên cao cấp. Cô đã tham gia vào các cuộc điều tra cấp cao dẫn đến việc kết án hoặc trục xuất nhiều kẻ khủng bố Al-Shabaab. Điều này cho phép Cảnh sát Quốc gia Djiboutian (DNP) ngăn chặn nhiều cuộc tấn công khủng bố theo kế hoạch sau vụ tấn công của La Chaumière, vào năm 2014 tại Djibouti.
Cô đã tạo ra một tổ chức từ thiện thân thiện để giúp đỡ trẻ em cần giúp đỡ, cũng như cung cấp các dịch vụ và hỗ trợ khác để giúp đỡ cộng đồng địa phương.
Cô nhận được giải thưởng của Bộ Ngoại giao Hoa Kỳ vào ngày 07 tháng 03 năm 2019, với danh hiệu Người phụ nữ can đảm, được trao bởi Mike Pompeo, Ngoại trưởng Hoa Kỳ. Giải thưởng nhằm ghi nhận, vinh danh dự can đảm và mẫn cán trong công việc đặc thù của cô. Cùng với cô, giải thưởng đã được trao cho những người phụ nữ tiêu biểu theo tiêu chí giải thưởng trên kháp toàn cầu.